# Water Polo
Water Polo è un videogioco di pallanuoto pubblicato nel 1987 dalla Gremlin Graphics per Commodore 64. Fu probabilmente la prima simulazione mai commercializzata su questo sport, tuttora raramente presente nel mondo dei videogiochi. Venne sviluppato da autori ungheresi (nazione guida di tale sport) per conto della Novotrade; nell'introduzione è accreditata anche la Andromeda Software, un importatore britannico.

## Modalità di gioco
La piscina è inquadrata dal lato più lungo, in prospettiva 2.5D, con scorrimento orizzontale. Ogni squadra ha in campo 6 pallanuotisti incluso il portiere, anch'esso controllabile dal giocatore. Sullo sfondo è visibile il pubblico, che fa rumori di folla, e un arbitro animato che insegue l'azione.
Il giocatore controlla il pallanuotista più vicino alla palla, identificato dal diverso colore della cuffia, e può nuotare nelle 8 direzioni. Quando ha la palla, tenendo premuto il pulsante di fuoco la solleva e la agita, poi con una rapida ripressione del pulsante la può lanciare. I controlli direzionali regolano il tiro: muovendoli avanti e indietro (rispetto alla direzione in cui è rivolto il personaggio) si ottengono tiri più tesi e forti o a pallonetto, mentre muovendoli trasversalmente si dà l'effetto, proporzionale al tempo di spinta. Per i gol è disponibile il replay.
Le partite sono di 4 tempi da 5 minuti reali. Vengono riprodotte alcune situazioni e regole in vigore al tempo dell'uscita del gioco, come il limite di 35 secondi per tirare, altrimenti la palla viene assegnata agli avversari. I contrasti per rubare palla sono permessi solo da davanti, mentre se si attacca l'avversario da dietro viene fischiato il fallo; quando lo stesso pallanuotista commette tre falli viene espulso per un minuto e mezzo.
Le modalità disponibili sono: dimostrativo (computer contro computer), gara singola contro il computer, gara singola a due giocatori in competizione, e un campionato con le squadre dei Pikes, Seals, Frogs, Ducks. Il campionato è un girone all'italiana con andata e ritorno, dove tutte le quattro squadre sono controllabili e rinominabili da giocatori. In tutte le modalità, le squadre controllate dal computer si possono impostare a 10 livelli di difficoltà.